# Адриатика — Ионика
Адриатика — Ионика (англ. Adriatica Ionica Race или англ. Adriatica Ionica Race - Sulle Rotte della Serenissima) — шоссейная многодневная велогонка, проходящая по территории Италии с 2018 года.

## История
Гонка была создана в 2018 году и сразу вошла в календарь Европейского тура UCI с категорией 2.1.
Своим названием гонка обязана двум морям — Адриатическому и Ионическому, вдоль побережий которых проходит её маршрут. Гонка направлена на популяризацию северо-восточных регионов Италии.
Гонка организована ASD SportUnion, созданным в 2016 году чемпионом мира Морено Арджентином..
Цель организаторов — в течение пяти лет увеличить продолжительность гонки с 5 до 10 этапов, а также, стартуя в итальянских областях Венето и Фриули — Венеция-Джулия, проложить маршрут по 9 странам имеющих выход к Адриатическому или Ионическому морям или расположенных рядом с ними: в первый год — Австрия, во второй год — Словения и Хорватия, в третий год — Босния и Герцеговина и Черногория, в четвёртый год — Северная Македония и Албания и в пятый год — Греция. Помимо этого расширение также связано с бывшей Венецианской республики, которая называла себя Serenissima bнаправлено на то, чтобы построить мост между Востоком и Западом.
Однако пока маршрут гонки проходил только в итальянских регионах Венето, Фриули — Венеция-Джулия и Эмилия-Романья. А после отмены в 2020 году из-за пандемии Covid-19 продолжительность в 2021 году была сокращена с 5 до 3 этапов.

## Призёры
| Год  | Победитель        | Второй             | Третий          |          |
| ---- | ----------------- | ------------------ | --------------- | -------- |
| 2018 | Иван Рамиро Соса  | Джулио Чикконе     | Ильдар Арсланов |          |
| 2019 | Марк Падун        | Бен Херманс        | Джеймс Нокс     |          |
| 2020 | отменено          | отменено           | отменено        | отменено |
| 2021 | Лоренцо Фортунато | Мерхави Кудус      | Вадим Пронский  |          |
| 2022 | Филиппо Зана      | Натнаэль Тесфацион | Вадим Пронский  |          |
| 2023 | отменено          | отменено           | отменено        | отменено |
| 2024 | отменено          | отменено           | отменено        | отменено |